# تاریخ مکتوب

استخوان اوراکل از سلسله شانگ، چین باستان

تاریخ ثبت شده یا تاریخ مکتوب یا تاریخ نوشته شده، یک روایت تاریخی است که بر اساس یک پیشینه مکتوب یا سایر مدارک مستند، گردآوری شده است. تاریخ مکتوب با دیگر روایات مربوط به گذشته، مانند سنت‌های اساطیری، تاریخ شفاهی یا تاریخ باستان‌شناسی تفاوت دارد. در بررسی عمومی تاریخ جهان، تاریخ مکتوب با گزارش‌های موجود از تاریخ دنیای باستانی در حدود هزاره چهارم پیش از میلاد آغاز می‌شود و با تاریخ نوشتن همخوانی دارد. به دلیل استفاده محدود از مدارک نوشتاری، تاریخ مکتوب برای برخی از مناطق جغرافیایی یا فرهنگ‌ها محدود به یک دوره نسبتاً کوتاه معاصر است. در گذشته همه اطلاعات تاریخی ثبت و ضبط نمی‌شده و گاه مواردی مانند تأثیرات بلایای طبیعی یا اسامی افراد ثبت نمی‌شدند. به همین دلیل، پیشینه مکتوب در حوزه‌های مختلف یکدست نیست.
تفسیر تاریخ ثبت شده اغلب متکی به روش تاریخی یا مجموعه‌ای از تکنیک‌ها و دستورالعمل‌هایی است که مورخان از منابع اولیه و شواهد دیگر برای تحقیق و سپس برای نوشتن گزارش‌های گذشته استفاده می‌کنند. سؤال در خصوص طبیعت و حتی امکان به‌کارگیری روشی مؤثر برای تفسیر تاریخ ثبت شده در فلسفه تاریخ به عنوان یک سؤال معرفت‌شناسی مطرح شده است. مطالعه روش‌های مختلف تاریخی با عنوان تاریخ‌شناسی شناخته می‌شود که بر بررسی نحوه تفسیرهای مختلف از تاریخ ثبت‌شده می‌پردازد.

## تاریخ انقضا
پیش از تاریخ (پیشاتاریخ) به‌طور سنتی به دوران قبل از تاریخ ثبت شده گفته می‌شود که با اختراع سیستم نوشتن (خط) خاتمه یافت. پیشاتاریخ به بخشی از گذشته یک منطقه اشاره دارد که هیچ سوابق کتبی در خصوص آن وجود ندارد یا هر جا که نوشتن بخشی از فرهنگ آن نبوده است.
آغاز تاریخ به دوره گذار بین پیش از تاریخ و تاریخ، پس از ظهور سواد در جامعه، اما قبل از نوشته‌های مورخان اولیه اشاره می‌کند. این اصطلاح همچنین ممکن است به دورانی که طی آن یک فرهنگ یا تمدن هنوز به نوشتار نرسیده است، اشاره کند، در حالی که همزمان در فرهنگهای دیگر، وجود آن را در نوشته‌های خود ذکر کرده باشند.
سیستم‌های نوشتاری آغازین پیش از سیستم‌های پیچیده به وجود آمدند. نمونه‌های اولیه آن، نمادهای جیاهو (حدود ۶۶۰۰ قبل از میلاد)، نشانه‌های Vinča (حدود ۵۳۰۰ قبل از میلاد)، اسناد دره ایندوس (حدود ۳۵۰۰ قبل از میلاد) و اسکریپت Nsibidi (قبل از ۵۰۰ میلادی) هستند. اختلاف نظر در مورد زمان دقیقی است که پیشاتاریخ به تاریخ تبدیل شد و زمانی که نوشتارهای اولیه به نوشتار راستین تبدیل شد. با این حال، اختراع اولین سیستم نوشتن تقریباً معاصر با آغاز عصر برنز در نوسنگی اواخر قرن هزاره چهارم قبل از میلاد است. در مجموع، زبان سومری باستانی خط میخی و هیروگلیف مصری به عنوان نخستین سیستمهای نوشتاری شناخته می‌شوند.

## نشانه‌های تاریخی
اولین گاهشماری‌ها به نخستین تمدن‌های دوران آغازین دودمان مقدس مصر، بین‌النهرین و سومری‌ها می‌رسند که از حدود ۳۵۰۰ پیش از میلاد به‌طور مستقل از یکدیگر ظاهر شدند. اولین تاریخ ثبت شده که با کیفیت و قابلیت اطمینان بسیار متفاوت نسبت به سایر گاهشماری‌هاست، با فرعون‌ها و حکومت آنها ارتباط دارد و توسط مصریان باستان توسعه یافته است. با توجه به آثار به دست آمده از محوطه‌های باستانی، بسیاری از سوابق تاریخی مضبوط، در دوران اخیر مجدداً کشف شده‌اند.

### آسیای شرقی
در چین، اولین سابقه از تاریخ مکتوب در نسخه ای استخوانی مربوط به هزاره دوم قبل از میلاد به دست آمده است. شوچینگ (کتاب اسناد) یکی از پنج متن کلاسیک چینی و یکی از اولین روایت‌های تاریخ چین است.
سیما چیان (حدود ۱۰۰ میلادی) نخستین کسی بود که در چین زمینه کار برای نوشتن حرفه ای تاریخی را فراهم آورد. کار نوشتاری او «شیجی» (سوابق تاریخی بزرگ)، یک دستاورد ماندگار مادام العمر در ادبیات بود که دامنه آن تا قرن شانزدهم گسترش می‌یافت و شامل بسیاری از رساله‌های مربوط به موضوعات خاص و شرح حال شخصی افراد برجسته است، و همچنین در مورد زندگی و اعمال عامیان، هر دو معاصر و از دوره‌های گذشته را بررسی می‌کند. کار او بر آثار بعدی تاریخی در چین، از جمله آثار خانواده معتبر Ban از دوران سلسله هان اثرگذار بود.

### اروپا
هرودوت (۴۸۴–۴۲۵ سال پیش از میلاد) به‌طور کلی به عنوان «پدر تاریخ» نامیده می‌شود و اثر معروف او تاریخ هرودوت حوادث دهه‌های ۴۵۰ تا ۴۲۰ پیش از میلاد را در بر می‌گیرد. با این حال، مورخ معاصر او تروسیدید (Thucydides) (حدود ۴۶۰ قبل از میلاد - حدود ۴۰۰ سال قبل از میلاد) به عنوان نخستین مورخی شناخته می‌شود که با روش‌شناسی تاریخی خوبی در اثر خود با نام تاریخ جنگهای پلوپونزی به تاریخ نویسی پرداخته است. بر خلاف هرودوت، تروسیدید تاریخ را محصول انتخابها و اعمال انسان دانسته است و نه در نتیجه علت و معلولی مداخله الهی.
سن آگوستین در اندیشه مسیحت غربی و فلسفه غرب در آغاز دوره قرون وسطایی، فردی تأثیرگذار بود. طی دوره‌های قرون وسطی و رنسانس، تاریخ اغلب از منظر مقدس و مذهبی مورد مطالعه قرار می‌گرفت. حدود ۱۸۰۰ میلادی، فیلسوف و مورخ آلمانی، فریدریش هگل، فلسفه و رویکرد سکولار را در مطالعه تاریخ ارائه داد.

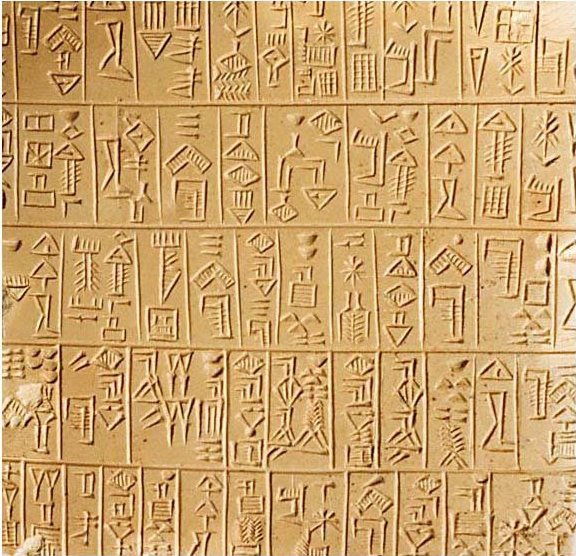
کتیبه‌ای به زبان سومری متعلق به قرن ۲۶ پیش از میلاد

به گفته جان توش، «از دوره قرون وسطایی بالا (۱۳۰۰ تا ۱۰۰۰)، واژگان نوشته شده با فراوانی بیش از هر منبع دیگری برای تاریخ غرب، زنده ماند». مورخان غرب، در قرن‌های هفدهم و هجدهم، بویژه در فرانسه و آلمان، روش‌های قابل مقایسه با تحقیقات تاریخ نگاری مدرن را توسعه دادند، وقتی که شروع به تحقیق دربارهٔ این منابع اولیه برای نوشتن آثار تاریخی خود کردند. بسیاری از این تاریخها ارتباطات ایدئولوژیک و سیاسی قوی با روایت‌های تاریخی خود داشتند. در قرن بیستم، مورخان دانشگاهی تمرکز خود را از روایت‌های حماسی ناسیونالیستی، که اغلب تمایل داشتند تا کشور یا مردان بزرگ را تحسین کنند، به تحلیل‌های عینی و پیچیده از نیروهای اجتماعی و فکری سوق دادند. روند عمده متدولوژی تاریخی در قرن بیستم متمایل بود که تاریخ را بیشتر به عنوان یک علم اجتماعی و نه به مثابه هنر مورد توجه قرار دهد. مورخان فرانسوی در ارتباط با مکتب آنال، تاریخ کمّی را با استفاده از داده‌های خام برای ردیابی زندگی افراد معمولی معرفی کردند و در ایجاد تاریخ فرهنگی نقش برجسته‌ای داشتند.

### آسیای جنوبی
در سریلانکا، قدیمی‌ترین متن تاریخی «ماهاوامسا» است. راهبان بودایی تاریخ سریلانکا را از قرن سوم قبل از میلاد مکتوب کردند. این سالنامه‌های تاریخی در سده پنجم ترکیب شده و به یک سند واحد منتشر می‌شدند. 
یک کتاب ترکیبی با نام کولااماما «کرونیکل کوچک»، که توسط راهبان سینهالی تهیه شد، رویدادهای تاریخی از قرن چهارم تا تصاحب سریلانکا توسط انگلیس در سال ۱۸۱۵ را پوشش می‌دهد.
ماهاوامسا اثری ترکیبی است که پیشینه تاریخی پیوسته‌ای از دو هزار سال تاریخ را در بر می‌گیرد و یکی از طولانی‌ترین آثار تاریخی بی وقفه جهان محسوب می‌شود. این اثر یکی از معدود مدارکی است که حاوی مطالب مربوط به مردم ناگا و یوکا، ساکنان بومی لانکا قبل از ورود افسانه‌ای شاهزاده ویجایا از سینگا پوا کالینگا است.

### خاورمیانه
ابن خلدون، مورخ عرب و جامعه‌شناس تاریخی در پیشگفتار کتاب مقدمه (۱۳۷۷ میلادی) هفت اشتباه را که او معتقد بود مورخان مرتکب شده، هشدار داد. در این انتقاد، او به گذشته به عنوان یک موضوع عجیب و نیازمند تفسیر نگاه می‌کرد. ابن خلدون اغلب از «خرافه سرگران و پذیرش غیرنقادانه داده‌های تاریخی» انتقاد می‌کند. در نتیجه، او روش علمی ویژه ای برای مطالعه تاریخ معرفی کرد و از آن با عنوان «علم جدید» نام برد. روش تاریخی او همچنین زمینه را برای مشاهده نقش دولت، ارتباط، تبلیغات و خطای مشاهده در تاریخ باز کرد و بنابراین او به عنوان «پدر تاریخ نگاری» یا «پدر فلسفه تاریخ» شناخته می‌شود.

## روش‌های ثبت تاریخ
در حالی که تاریخ مکتوب با اختراع نوشتن آغاز می‌شود، با گذشت زمان، روش‌های جدیدی برای ضبط تاریخ همراه با پیشرفت تکنولوژی همراه بوده است. حالا می‌توان تاریخ را از طریق عکاسی، ضبط صدا و ضبط ویدئو ثبت کرد. اخیراً آرشیوهای اینترنتی کپی صفحات وب را ذخیره کرده‌اند و تاریخچه اینترنت را مستند کرده‌اند. روش‌های دیگر جمع‌آوری اطلاعات تاریخی همچنین تغییر در فناوری را همراهی می‌کنند؛ برای مثال، از حداقل ابتدای قرن بیستم، تلاش برای حفظ تاریخ شفاهی با ثبت کردن این نوع تاریخ، شروع شده است. تا دهه ۱۹۹۰ این کار با استفاده از روش‌های ضبط آنالوگ مانند کاست‌ها و نوارهای مغناطیسی انجام می‌شد. با رواج فناوری‌های جدید، در حال حاضر امکان ضبط دیجیتال فراهم شده است. با این وجود، ضبط و تفسیر تاریخی اغلب به شدت بر روی سوابق نوشته شده (مکتوب) تأکید دارد، زیرا بیشتر آثار تاریخی به صورت مکتوب هستند و نیز به دلیل این که مورخین برای ارتباط و تحقیق از منابع مکتوب استفاده می‌شوند.

### روش تاریخی
روش تاریخی شامل تکنیک‌ها و دستورالعمل‌هایی است که مورخان از منابع اولیه و شواهد دیگر برای تحقیق و سپس برای تاریخ‌نگاری استفاده می‌کنند منابع اطلاعاتی اولیه، شواهد دست اول حاکی از تاریخ هستند (معمولاً به صورت مکتوب اما گاهی نیز در قالب رسانه‌های دیگر) که در زمان یک رویداد توسط یک شخص حاضر در آن رویداد تهیه می‌شوند. مورخان، این منابع را به عنوان نزدیکترین منبع اطلاعات یا ایده مورد مطالعه در نظر می‌گیرند.
مورخان همچنین از منابع دیگر برای درک تاریخ نیز استفاده می‌کنند. منابع ثانویه گزارش‌های تاریخی هستند که با استفاده از شواهد مندرج در منابع اولیه نوشته می‌شوند. منابع ثانویه عمدتاً حاوی حساب‌ها، آثار یا تحقیقاتی هستند که با تجزیه و تحلیل، جذب، ارزیابی، تفسیر و / یا ترکیب منابع اولیه به دست می‌آیند. منابع دست سوم با تلفیق منابع اولیه و ثانویه ایجاد می‌شوند و اغلب بر اساس تحقیقات خاص بر روی منابع ردیف اول و دوم ساخته می‌شوند.

## کتابشناسی
- Oldenberg, Hermann (1879). Dipavamsa. Asian Educational Services. ISBN 978-81-206-0217-5.
- Tosh, John (2006). The Pursuit of History (4th ed.). Pearson Longamn. ISBN 9781405823517.